# Henryk Dżaman
Henryk Dżaman (ur. 8 lipca 1949 w Leśniowicach) – polski inżynier i samorządowiec, w latach 1998–2002 prezydent Chełma.

## Życiorys
Ukończył studia z dziedziny inżynierii budownictwa w Wyższej Szkole Inżynierskiej w Rzeszowie. Pracował w Przedsiębiorstwie Budownictwa Rolnego w Chełmie, był jego dyrektorem (1979–1982), następnie zaś zajmował stanowiska dyrektora Wojewódzkiego Zarządu Budownictwa w Chełmie (1982–1986), dyrektora „Fadomu” (1986–1992), a także zastępcy dyrektora Miejskiego Przedsiębiorstwa Gospodarki Komunalnej w Chełmie (1992–1998).
W latach 1998–2002 sprawował funkcję prezydenta miasta. Nie ubiegał się o reelekcję w wyborach bezpośrednich w 2002, uzyskał jednak mandat radnego rady miejskiej z ramienia SLD-UP. W następnych wyborach w 2006 został wybrany do rady z ramienia KWW Agaty Fisz „Postaw na Chełm”.
Został później prezesem zarządu spółki „Geo-Wind Polska”, a także zastępcą prezesa Miejskiego Przedsiębiorstwa Gospodarki Komunalnej w Chełmie. Następnie został przewodniczącym rady nadzorczej MPGK w Chełmie, z funkcji tej zrezygnował w 2018.
W 2000 otrzymał Złoty Krzyż Zasługi.